# بيل جاكسون (مصور)
بيل جاكسون (بالإنجليزية: Bill Jackson)‏ هو مصور بريطاني، ولد في 1953.